# Velika loža cijele Engleske
Velika loža cijele Engleske (engl. Grand Lodge of All England), koja se od pamtivijeka sastajala u gradu Yorku (Meeting since Time Immemorial in the City of York), bila je slobodnozidarska udruga koja je postojala povremeno tijekom 18. stoljeća, uglavnom djelujući u Yorku. Ne čini se da je funkcionirala kao regulatorno tijelo u uobičajenom smislu velike lože, već se, slično Loži "Kilwinning" u Škotskoj, smatrala "matičnom ložom". Njezina glavna svrha bila je inicijacija novih slobodnih zidara, čime je omogućavala osnivanje novih loža.
Tijekom većeg dijela svog postojanja, bila je jedina loža unutar vlastite nadležnosti, ali čak i uz osnivanje ovisnih loža, nastavila je prvenstveno djelovati kao obična masonska loža. Postoji najmanje od 1705. godine pod nazivom Drevno društvo slobodnih zidara u gradu Yorku (Ancient Society of Freemasons in the City of York), no 1725. godine, vjerojatno kao odgovor na širenje nove Velike lože Londona, preimenovala se u Veliku ložu cijele Engleske sa sjedištem u Yorku (Grand Lodge of All England Meeting at York).
Njezina je aktivnost zamrla tijekom 1730-ih, ali je oživljena s novim zamahom 1761. godine. Tijekom tog drugog razdoblja djelovanja, dio članova londonske Lože "Antika", koji su napustili Veliku ložu Engleske, pridružio se sjevernim kolegama, te su između 1779. i 1789. postali poznati kao Velika loža cijele Engleske južno od rijeke Trent (Grand Lodge of All England South of the River Trent). Nedugo nakon što se Loža "Antika" ponovno pridružila londonskoj velikoj Loži, Velika loža u Yorku ponovno je prestala s radom, ovaj put konačno.